# Portageville
Portageville is een plaats (city) in de Amerikaanse staat Missouri, en valt bestuurlijk gezien onder New Madrid County en Pemiscot County.

## Demografie
Bij de volkstelling in 2000 werd het aantal inwoners vastgesteld op 3295.
In 2006 is het aantal inwoners door het United States Census Bureau geschat op 3025, een daling van 270 (-8,2%).

## Geografie
Volgens het United States Census Bureau beslaat de plaats een oppervlakte van
5,2 km², geheel bestaande uit land. Portageville ligt op ongeveer 88 m boven zeeniveau.

## Plaatsen in de nabije omgeving
De onderstaande figuur toont nabijgelegen plaatsen in een straal van 16 km rond Portageville.